# 2016年12月臺灣
| << | 2016年12月 （民國105年） | >> |    |    |    |    |
| \| 日 \| 一 \| 二 \| 三 \| 四 \| 五 \| 六 \| \| \| \| \| \| 1 \| 2 \| 3 \| \| 4 \| 5 \| 6 \| 7 \| 8 \| 9 \| 10 \| \| 11 \| 12 \| 13 \| 14 \| 15 \| 16 \| 17 \| \| 18 \| 19 \| 20 \| 21 \| 22 \| 23 \| 24 \| \| 25 \| 26 \| 27 \| 28 \| 29 \| 30 \| 31 \| \| \| \| \| \| \| \| \| |                          |    |    |    |    |    |
| 臺灣新聞動態／維基新聞 |                          |    |    |    |    |    |
| 世界／中国大陆／臺灣 |                          |    |    |    |    |    |
| 日 | 一                       | 二 | 三 | 四 | 五 | 六 |
| |                          |    |    | 1  | 2  | 3  |
| 4 | 5                        | 6  | 7  | 8  | 9  | 10 |
| 11 | 12                       | 13 | 14 | 15 | 16 | 17 |
| 18 | 19                       | 20 | 21 | 22 | 23 | 24 |
| 25 | 26                       | 27 | 28 | 29 | 30 | 31 |
| |                          |    |    |    |    |    |

## 12月1日
- 華信航空暫時接手復興航空《臺北-花蓮》、《臺中-花蓮》獨家經營航線，同日首航《臺北-花蓮》，因機體為「噴射型」，飛行時數較原復興航空「螺旋槳型」節約10分鐘的時數。[1]

## 12月2日
- 民主進步黨立法院黨團力圖在立法院挾人數優勢強行闖關砍除勞工七天國定假日的《勞動基準法》修正草案，引發在立法院外集結抗議的勞工團體反彈，民進黨立法院黨團總召集人柯建銘遭勞工團體追打。同日，民進黨發表聲明譴責勞工團體「暴力行為」；但批踢踢網友翻出2008年11月6日民進黨主席蔡英文在facebook官方專頁批評當時總統馬英九的文章〈馬英九逼人民上街頭 才是最大暴力〉，諷刺民進黨換了位置就換了腦袋；網友也紛紛上蔡英文facebook官方專頁「朝聖」瀏覽該文[2]。
- 資深演員萬重山病逝林口長庚紀念醫院，享壽80歲[3]。

## 12月3日

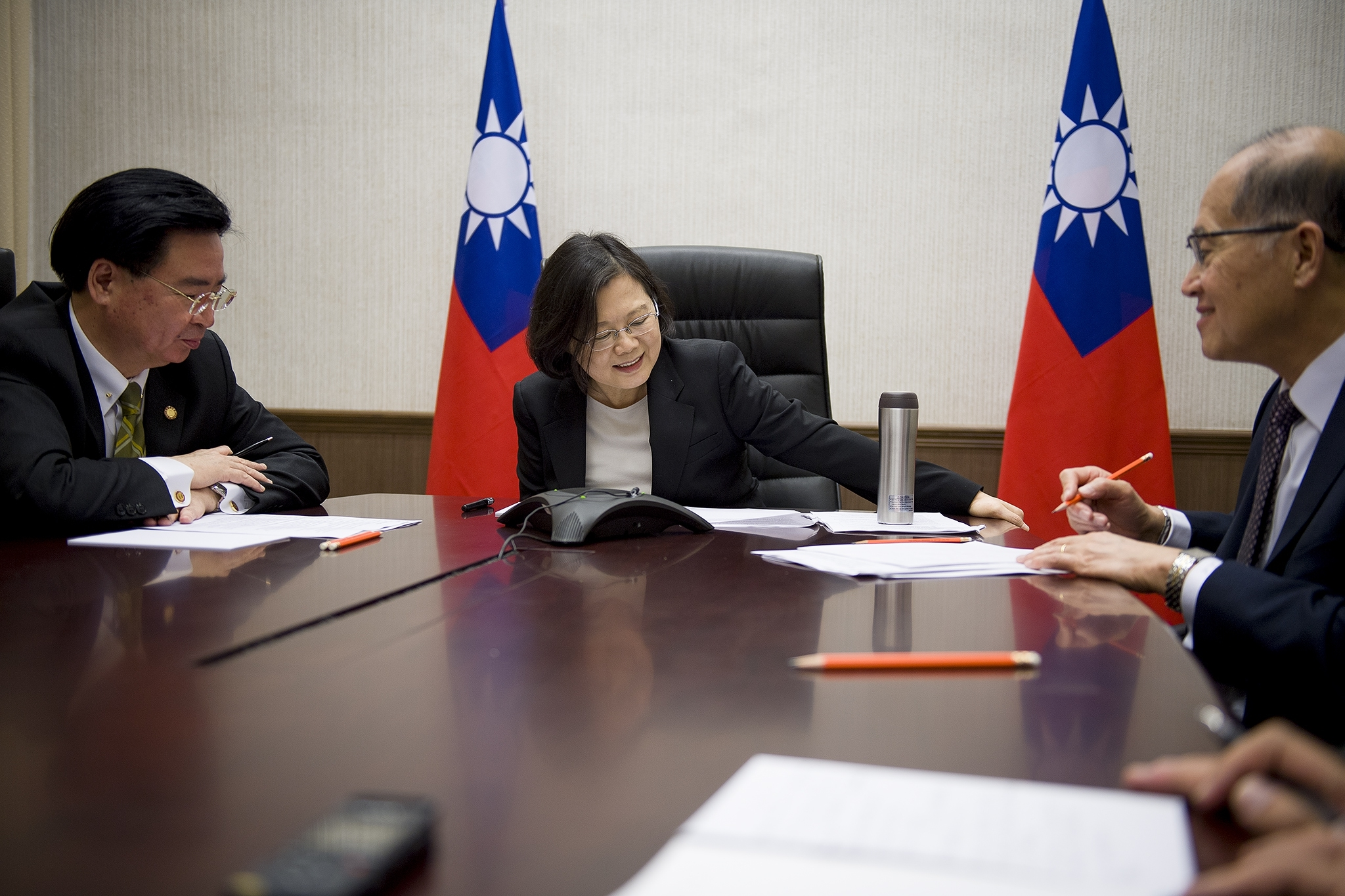
總統蔡英文（中央）與國安會秘書長吳釗燮（左）、外交部長李大維（右）致電美國總統當選人唐納·川普

- 2016年美國總統選舉當選人唐納·川普在美東時間本月2日上午與蔡英文通電話，北京當局已經向白宮表達關切[4]。美国国家安全委员会发言人霍恩（Emily Horne）发表声明表示，白宫对两岸问题的长期政策没有改变，未来将坚定地秉承一個中國政策[5]。
- 民進黨「台灣好政：重大施政及政見推動說明會」嘉義縣創新學院場，遭到基層抱怨。基督徒之一的民進黨嘉義縣黨部主任委員林沐惠說，他的牧師朋友傳簡訊向他表達強烈不滿民進黨推動同性婚姻合法化，他快招架不住。民進黨嘉義縣朴子市市長王如經說，請腳踏實地好好執政，「拜託中央政府、立委不要再亂推新東西了」[6]。
- 下一代幸福聯盟在北、中、南部舉行集會，訴求「婚姻家庭全民決定，子女教育父母決定」，反對同性婚姻合法化，要求必須以公民投票決定改變婚姻定義[7]。

## 12月6日
- 立法院在民進黨人數優勢下三讀通過《勞動基準法》修正草案，實施一例一休、砍除勞工七天國定假日。同日深夜，工鬥青年產業後備軍、台灣高等教育產業工會青年行動委員會等青年團體突襲中華民國總統官邸，在官邸大門噴漆「砍假總統」、「民主資進黨」抨擊民進黨靠攏資方，並宣告徹底與民進黨決裂[8]。

## 12月7日
- 財政部公布2016年11月出口金額為253.4億美元，年增率12.1%，創近46個月最大增幅，亦較10月的出口金額9.4%之表現佳。[9]

## 12月10日
- 臺灣第一個慰安婦紀念館「阿嬤家-和平與女性人權館」開幕[10]。

## 12月12日
- 食藥署署長姜郁美同日表示，近期有民眾發現部分臺灣廠商進口日本物料中，含日本「核災區製造」的醬料包，為避免核災區製造品，再次偷偷闖關，即日起，海關將嚴格稽查，確認產地，強化小包裝物料之輻射檢驗。[11]
- 國家衛生研究院免疫醫學研究中心，同日於記者會上宣佈，高承源研究團隊耗時4年發現，只要抑制一種名為「雙特異性去磷酸酶」（dusp6）的基因，即可促進腸黏膜與腸道的環境平衡，形成抑制肥胖效果。[12]

## 12月13日
- 中央銀行同日發布新聞稿，反駁與澄清彭博（Bloomberg）近日的引述報導，其點名「臺灣較中國，更為貼近「貨幣操縱國」之稱號」。央行另舉證說明，臺灣對美國貿易順差才100多億美元，而中國對美國貿易順差，則已高達3,000多億美元。[13]

## 12月21日
- 德國在台協會處長歐博哲與駐德國台北代表處代表謝志偉分別代表台德兩方，在外交部簽署「台德能源轉型領域合作意向共同宣言」。列席者尚包括外交部政務次長吳志中、經濟部主秘陳怡鈴。[14]

## 12月22日
- 駐台北韓國代表部代表楊昌洙赴總統府會見總統蔡英文，論及雙邊對話機制及經貿關係。到場者尚包括韓國代表部副代表李祥烈（이상열）、外交部次長李澄然等人。[15]